# MBC6時こちら報道
『MBC6時こちら報道』（エムビースィーろくじ こちらほうどう）は、南日本放送（MBCテレビ）で夕方に放送されていた鹿児島県向けのローカルワイドニュース番組。
1976年10月4日に鹿児島県の放送局初のニュースワイド番組としてスタート。当初は月曜日 - 金曜日の放送であったが、鹿児島放送の開局に伴う対抗策として、1982年10月の改編で土曜日にも放送枠を拡大した。1990年に番組は終了し、現在も続く『MBCニューズナウ』へと引き継がれた。
第1回のニュースは東京での観光宣伝に関するものであった。第2回（10月5日）には殺人事件に関する警察の記者会見を収録後すぐに放送するなど、早速番組の持ち味が発揮されていた。

## オープニング
初代（1976 - 70年代後半）報道番組として珍しく歌詞が存在しており、地元の少年合唱団が歌っていた。
ブルーバックのアニメーション（スキャニメイト）で、まず白色の文字で「MBC」のロゴがズームアップした後、左に寄って「6時」の字幕（6が少し大きめに出ている）が出る。次に黄色の文字で「こちら報道」の文字が下から上にロールテロップ（3回）で出て、一旦「MBC6時」の字幕が左上に引っ込んだ後、「こちら報道」の文字がアップで出てきて、さらにそれが右下に出て、先ほどの「MBC6時」の字幕と併せて番組の正式な題名「MBC6時 こちら報道」のテロップが出る。その時にアナウンサーと思われる人物が「もしもし。こちら報道」（女性）「はい。こちら報道です」（男性）とアナウンスし、その後テーマソングとなっていた。
二代目（不明）　交差点を歩く人々の映像の映像が色調を変え「MBC6時こちら報道」のテロップ。
三代目（80年代後半-終了）　星空のような映像の中から「MBC6時こちら報道」の文字。（ナショナル劇場のオープニングに酷似）

## 出演者
MBCの報道番組として初めて女性を起用。天気キャスターは一般公募で選ばれた女性が担当（初代は新村佳子、吉峰陽子）。
- 喜田治男（1976.10.4 - 1979）1979.4より月 - 水曜。
- 横山欣司（1979.4-  1990.3）当初は木 - 金曜。『MBCニューズナウ』も引き続き担当。
- 山縣由美子（1981 - 1989） - 鹿児島初の女性ニュースキャスター。
- 中松禎夫（土曜 1982.10 - 1990）『MBCニューズナウ』も引き続き担当。
- 後藤純子（土曜 1982.10 - 1983.9）
- 藤原一彦（リポーター 1976.12）現在は『MBCニューズナウ』キャスター。

## スタジオ
- 開始当初はMBCのテレビスタジオが一つ（第1スタジオ）しか無かったため、そこから放送されていた。当初はクロマキーを使用した簡素なセットであった。
- しかし社屋の狭隘化を受け、1987年に南別館が完成。末期にはここに設けられた報道センターの専用スタジオから放送されていた。その後の『MBCニューズナウ』でも引き続き使われたが、地上デジタル放送の開始に伴い、現在は再び第1スタジオから放送されている（それ以外のニュースでは引続き使用）。

## 備考
1982年10月の土曜版開始に伴い、当時この時間帯に放送されていたTBSの人気番組『料理天国』は、MBCでは1週間遅れてのネット放送となった。1992年秋に同番組が終了し、MBS発のアニメ枠に切り替わった後もこの状態は続いたが、後番組の『陶山賢治の時の風』終了に伴い、2006年4月に同時ネットに戻った。

## 参考資料
- 南日本放送・編『MBC50年の軌跡』 2004年。
- 『MBCニューズナウ』 2006年10月4日。